# Тупикин, Владимир Дмитриевич
Владимир Дмитриевич Тупикин (20 января 1936 — 27 августа 2021) — советский и российский деятель электронной и оборонной промышленности, директор Центрального НИИ измерительной аппаратуры (1984—1998), заслуженный машиностроитель Российской Федерации. Лауреат Государственной премии Российской Федерации в области науки и техники.

## Биография
Родился 20 января 1936 года.
Окончил физический факультет Саратовского университета (1958).
Работал в НИИ «Волна» в должностях от инженера до главного инженера, заместителя директора по науке. В 1978-1982 гг. зам. главного конструктора системы управления вооружений самолётов Су-27 и МиГ-29.
С 1984 по 1998 год директор Центрального НИИ измерительной аппаратуры (ЦНИИИА) в Саратове. С 1998 по 2008 год — заместитель директора этого института, главный научный сотрудник.
С 1984 по 1990 год депутат Саратовского городского Совета народных депутатов.
В 1986 году — один из первых учредителей Торгово-промышленной палаты Саратовской области.
Был членом координационного научно-технического совета по СВЧ-электронике НТС Министерства электронной промышленности СССР и оборонной промышленности Российской Федерации, секции «СВЧ-электроника» предприятий промышленности радиоэлектронного комплекса, председателем Саратовского областного правления Всесоюзного, в дальнейшем Российского научно-технического общества им. А. С. Попова.
Преподавал в Саратовском государственном университете сначала в качестве доцента, затем профессора кафедры физики твердого тела. На базе ЦНИИИП был организован филиал кафедры которым он заведовал.
Является автором оригинальных исследований по воздействию излучения терагерцового диапазона на живые организмы. Получил более 50 свидетельств и патентов на изобретения.
Действительный член международной академии информатизации и академии проблем качества Российской Федерации.
Лауреат государственной премии Российской Федерации в области науки и техники.
Награждён орденами «Трудового Красного знамени», «Знак Почёта», отмечен знаками «Почётный радист СССР» и «Почетный работник электронной промышленности». Заслуженный машиностроитель Российской Федерации.
В 2011 году присвоено звание Почётного гражданина города Саратова.

## Патенты
За ним числятся следующие изобретения:
- Сверхвысокочастотный резонатор
- Способ измерения радиуса кривизны сферических поверхностей объектов
- Способ определения глубины дефектов на поверхности объекта
- Устройство для измерения амплитудных и фазовых параметров СВЧ-устройств
- Сверхвысокочастотный фильтр
- Способ определения резонансных частот колебаний
- Устройство для измерения параметров материалов
- Способ анализа высокодисперсных систем
- Устройство для измерения параметров диэлектрических материалов
- Ступенчатый трансформатор
- Устройство для наблюдения изображений
- Способ определения толщины пленки
- Измеритель s-параметров линейного четырёхполюсника
- Способ определения параметров колебаний микрообъектов[1]